# Конісес-Гамлет (Нью-Йорк)
Конісес-Гамлет (англ. Conesus Hamlet) — переписна місцевість (CDP) в США, в окрузі Лівінгстон штату Нью-Йорк. Населення — 308 осіб (2010).

## Географія
Конісес-Гамлет розташований за координатами 42°43′35″ пн. ш. 77°40′11″ зх. д. / 42.72639° пн. ш. 77.66972° зх. д. (42.726333, -77.669676).  За даними Бюро перепису населення США в 2010 році переписна місцевість мала площу 2,74 км², уся площа — суходіл.

## Демографія
Згідно з переписом 2010 року, у переписній місцевості мешкало 308 осіб у 114 домогосподарствах у складі 79 родин. Густота населення становила 112 осіб/км².  Було 125 помешкань (46/км²).
Расовий склад населення:
| - 95,8 % — білих - 1,9 % — чорних або афроамериканців - 0,3 % — азіатів |

До двох чи більше рас належало 1,9 %. Частка іспаномовних становила 1,9 % від усіх жителів.
За віковим діапазоном населення розподілялося таким чином: 28,6 % — особи молодші 18 років, 62,0 % — особи у віці 18—64 років, 9,4 % — особи у віці 65 років та старші. Медіана віку мешканця становила 37,3 року. На 100 осіб жіночої статі у переписній місцевості припадало 91,3 чоловіків;  на 100 жінок у віці від 18 років та старших — 103,7 чоловіків також старших 18 років.
Середній дохід на одне домашнє господарство  становив 50 853 долари США (медіана — 55 521), а середній дохід на одну сім'ю — 51 549 доларів (медіана — 60 662). За межею бідності перебувало 16,2 % осіб, у тому числі 22,4 % дітей у віці до 18 років та 0,0 % осіб у віці 65 років та старших.
Цивільне працевлаштоване населення становило 280 осіб. Основні галузі зайнятості: освіта, охорона здоров'я та соціальна допомога — 50,4 %, роздрібна торгівля — 7,9 %, будівництво — 6,8 %, науковці, спеціалісти, менеджери — 5,7 %.